# Sándor Orbán
Sándor Orbán (ur. 24 września 1947 w Kecskemécie, zm. 19 marca 2005 w Budapeszcie) – węgierski bokser, medalista mistrzostw Europy, olimpijczyk.
Startował w wadze muszej (do 51 kg). Przegrał pierwszą walkę w tej kategorii wagowej na mistrzostwach świata  w 1974 w Hawanie. Zdobył brązowy medal na mistrzostwach Europy  w 1975 w Katowicach, po wygraniu dwóch walk (w tym z Vicente Rodríguezem z Hiszpanii) i porażce w półfinale z Constantinem Gruiescu z Rumunii.
Przegrał pierwszą walkę w wadze muszej na igrzyskach olimpijskich w 1976 w Montrealu z Saidem El-Ashry z Egiptu. Odpadł w ćwierćfinale na mistrzostwach świata  w 1978 w Belgradzie (po przegranej z Henrykiem Średnickim) i na mistrzostwach Europy  w 1979 w Kolonii.
Orbán był mistrzem Węgier w wadze muszej w 1969, 1972, 1976, 1977, 1979 i 1980